# Zygmunt Pawłowicz (oficer)
Zygmunt Pawłowicz (ur. 17 maja 1894 w Rydze, zm. po 1945) – podpułkownik dyplomowany piechoty Wojska Polskiego, działacz niepodległościowy, kawaler Orderu Virtuti Militari.

## Życiorys
Był synem Mikołaja i Zofii Oberkampff. Do Wojska Polskiego został przyjęty z byłych Korpusów Wschodnich i byłej armii rosyjskiej. Służył w 5 pułku strzelców podhalańskich. 3 maja 1922 został zweryfikowany w stopniu kapitana ze starszeństwem z 1 czerwca 1919 i 1067. lokatą w korpusie oficerów piechoty. Później został przeniesiony do 53 pułku piechoty w Stryju na stanowisko pełniącego obowiązki komendanta kadry batalionu zapasowego. W 1924, po likwidacji kadry batalionu zapasowego, kontynuował służbę w 53 pp. Później został przeniesiony do Korpusu Ochrony Pogranicza. 18 lutego 1928 został mianowany majorem ze starszeństwem z 1 stycznia 1928 i 40. lokatą w korpusie oficerów piechoty.
Z dniem 5 stycznia 1931 został powołany do Wyższej Szkoły Wojennej w Warszawie, w charakterze słuchacza dwuletniego Kursu 1930/32. Z dniem 1 listopada 1932, po ukończeniu kursu i otrzymaniu dyplomu naukowego oficera dyplomowanego, został przeniesiony do Dowództwa Okręgu Korpusu Nr II w Lublinie. W listopadzie 1933 został przeniesiony do 25 pułku piechoty w Piotrkowie na stanowisko dowódcy I batalionu. Batalionem dowodził do 28 kwietnia 1936. Następnie został przeniesiony do 21 Dywizji Piechoty Górskiej w Bielsku na stanowisko szefa sztabu. Na stopień podpułkownika został mianowany ze starszeństwem z 19 marca 1937 i 23. lokatą w korpusie oficerów piechoty.
W czasie kampanii wrześniowej 1939 walczył na stanowisku szefa sztabu 21 DPG. Dostał się do niemieckiej niewoli i został osadzony w Oflagu VII A Murnau.

## Ordery i odznaczenia
- Krzyż Srebrny Orderu Wojskowego Virtuti Militari nr 5644[1] – 27 września 1922[18]
- Krzyż Walecznych[19]
- Złoty Krzyż Zasługi – 10 listopada 1938 „za zasługi w służbie wojskowej”[20][21]
- Medal Niepodległości – 20 lipca 1932 „za pracę w dziele odzyskania niepodległości”[22]
- francuski Krzyż Wojenny[23]
- Medal Zwycięstwa[23]